# Степне (Степанівська селищна громада)
Сте́пне — село в Україні, у Степанівській селищній громаді Сумського району Сумської області. Населення становить 98 осіб. До 2017 орган місцевого самоврядування — Підліснівська сільська рада.

## Географія
Село Степне знаходиться на березі річки Гуска, вище за течією на відстані в 3 км розташоване село Терешківка, нижче за течією на відстані 2,5 км розташоване село Підліснівка. На річці велика гребля.

## Історія
Село було засновано у XVII ст., причиною цього було швидке демографічне та економічне зростання Підліснівки, жителі якої почали селитись у цій місцевості неподалік. Раніше мало назву Коржівка.
12 червня 2020 року, відповідно до розпорядження Кабінету Міністрів України № 723-р «Про визначення адміністративних центрів та затвердження територій територіальних громад Сумської області», село увійшло до складу Степанівської селищної громади.
19 липня 2020 року, в результаті адміністративно-територіальної реформи та ліквідації Сумського району(1923—2020), увійшло до складу новоутвореного Сумського району.